# Ioan Damian
Ioan Damian (n. 26 ianuarie 1949 - d. 2021) a fost un deputat român în legislatura 1990-1992, ales în județul Călărași pe listele partidului FSN și reales în legislatura 2008-2012 pe listele PSD. Ioan Damian a fost căsătorit cu un copil și a fost, între altele, arbitru internațional olimpic de box. Ioan Damian a fost inginer diplomat. În legislatura 1990-1992, Ioan Damian a fost membru în grupurile parlamentare de prietenie cu Franța, Republica Federală Germania, Mongolia și Republica Coreea. În legislatura 2008-2012, Ioan Damian a fost membru în grupurile parlamentare de prietenie cu Republica Slovenia și Republica Costa Rica. 